# Mwasanga
Mwasanga è una circoscrizione urbana (urban ward) della Tanzania situata nel distretto urbano di Mbeya, regione di Mbeya. Conta una popolazione di 945 000 abitanti (censimento 2012).